# Luibiskogel
De Luibiskogel (ook: Loibiskogel) is een 3110 meter hoge berg in de Ötztaler Alpen in de Oostenrijkse deelstaat Tirol.
De berg heeft een dubbele top, waarvan de zuidelijke top 3110 meter meet, de noordelijke top haalt slechts 3090 meter. De top is zowel vanuit het Ötztal als het Pitztal zichtbaar. Vanuit het Ötztal voert vanuit Längenfeld een route over de Innerbergalm, via de Hauerseehütte en de gletsjer Hauerferner naar de top. Vanuit het Pitztal voert de tocht vanuit Piösmes bij Sankt Leonhard im Pitztal over de Luibisalm en de Luibischarte en het bovenste deel van de Hauerferner. Het laatste deel van beide beklimmingen is dan ook gelijk.